# لاو اسکای‌وی
لاو اسکای‌وی (به انگلیسی: Lao Skyway) یک شرکت هواپیمایی است که در تاریخ ۲۰۰۲ میلادی تأسیس شده‌است. دفتر مرکزی لاو اسکای‌وی در فرودگاه بین‌المللی واتایی واقع شده‌است و قطب این شرکت هواپیمایی در فرودگاه بین‌المللی واتایی قرار دارد و به ۳ مقصد، پرواز انجام می‌دهد.